# Рожкова, Светлана Анатольевна
Светла́на Анато́льевна Рожко́ва (род. 16 февраля 1965, Можайск) — российская юмористка, артистка разговорного жанра. Заслуженная артистка России (1996).

## Биография
Родилась в семье Елены Михайловны Рожковой и Анатолия Ивановича Рожкова. Мать долгое время работала заместителем генерального директора по гастрольной деятельности в государственной филармонии на Кавказских Минеральных Водах в городе Кисловодске. Отец работал в Гидрогеологическом управлении на Кавказских Минеральных Водах.
В 1984—1985 гг. училась в Творческой мастерской эстрадного искусства при Ленконцерте. В 1986 году окончила ГИТИС им. Луначарского.
В 1986 году стала артисткой Государственной филармонии на Кавминводах (Кисловодск). Выступала с сольной программой «Сеанс смехотерапии».
В конце 1990-х гг. впервые показалась в «Смехопанораме».
С 2001 года стала постоянной участницей телепередачи «Аншлаг». Исполняет монологи. Исполняла номера разных авторов: А. Цапика («Свекровь», «Дездемона»), Г. Терикова (Монологи Ханумы, «Школьница», куплеты «Любовные страдания»…); монологи молодых авторов Андрея Новиченко, Юрия Софина, Геннадия Бугаева, Алексея Щеглова и др. Выступает как автор-исполнитель. Пишет монологи и сценки для себя сама.
В 2018 году у Рожковой было диагностировано аутоиммунное заболевание — билиарный цирроз печени.

### Личная жизнь
Первый муж — Андрей Богданов, музыкант. Живёт за границей. Дочь Яна Богданова — лингвист, владеет английским, норвежским, итальянским и испанским языками.
Второй муж — Юрий Юрьевич Евдокунин (род. 5 марта 1967) — певец, актёр и режиссёр. Познакомились в Кисловодске, когда Рожкова работала конферансье. Дочь Варвара Евдокунина — певица. Окончила с отличием Российскую академию музыки имени Гнесиных.

## Дискография
- 2006 — Классика Юмора. Светлана Рожкова — «Вытирайте Пылюку» Монолит
- 2010 — Классика Юмора. Задорнов М., Винокур В., Ветров Г., Петросян Е., Рожкова С. Mp3 Монолит

## Награды
- Заслуженный артист Российской Федерации (1996) — за большие заслуги в области искусства[1]

## Использованная литература
Е. Д. Уварова, доктор искусствоведения, профессор. Эстрада в России. XX век. Энциклопедия. — Москва «Олма-Пресс», 2004—862 с — ISBN 5-224-04462-6